# Heinrich Peters (velejador)
Heinrich Peters foi um velejador alemão, campeão olímpico. Ele participou dos Jogos Olímpicos de Verão de 1900 e conquistou a medalha de ouro na segunda corrida da classe 1 – 2 Ton e a medalha de prata na classe aberta a bordo do Aschenbrödel ao lado de Paul Wiesner, Georg Naue e Ottokar Weise.